# Pjotr Dielen
Pjotr Dielen (* 8. März 2000 in Brasschaat, Provinz Antwerpen) ist ein ehemaliger belgischer Biathlet und heutiger Biathlontrainer.

## Werdegang
Pjotr Dielen gab sein internationales Debüt im Januar 2017 im IBU-Junior-Cup auf der Pokljuka-Hochebene in Slowenien und nahm an den Jugendweltmeisterschaften teil, wo als Bestergebnis Rang 29 im Einzel resultierte. Bis Anfang 2019 startete er ausschließlich bei Wettkämpfen auf dieser Ebene, ehe er in Otepää sein Debüt im IBU-Cup gab. Zu Beginn des Winters 2019/20 erzielte der Belgier in Ridnaun mit Platz 29 im Supersprint erste Ranglistenpunkte, auch im Massenstart 60 von Martell gelang ihm mit Platz 40 ein solcher Punkt. Im Dezember 2019 nahm Dielen zudem erstmals an einem Staffelrennen im Weltcup teil und wurde im folgenden Februar auch für die WM-Staffel nominiert, die er mit Florent Claude, Thierry Langer und Tom Lahaye-Goffart als 19. von 27 Teams abschloss. Sein erstes Einzelrennen auf der höchsten Ebene bestritt Dielen Anfang 2021 in Antholz und schloss es als 95. ab, im weiteren Saisonverlauf startete er ohne auffallende Ergebnisse im IBU-Cup. Da er im Großteil der Saison 2021/22 krankheitsbedingt geschwächt an den Start ging, konnte der Belgier auch in diesem Winter nicht wirklich überzeugen, neben zwei Weltcupstarts nahm er am Saisonende an seinen letzten Juniorenweltmeisterschaften teil.
Im April 2022 gab Pjotr Dielen über die sozialen Medien sein Karriereende bekannt.
Nach seiner Karriere schlug Dielen eine Laufbahn als Biathlontrainer ein. Er arbeitete zunächst zwei Jahre für den Bayerischen Skiverband als Jugendtrainer an den CJD Christophorusschulen Berchtesgaden und am Stützpunkt Ruhpolding, bevor er 2024 Trainer der Jugendmannschaft am Bundesstützpunkt Oberwiesenthal wurde.

## Persönliches
Dielen besuchte das Schigymnasium Stams und lebt in Wenns in Tirol.

## Statistiken

### Weltcupplatzierungen
Die Tabelle zeigt alle Platzierungen (je nach Austragungsjahr einschließlich Olympische Spiele und Weltmeisterschaften).
- 1.–3. Platz: Anzahl der Podiumsplatzierungen
- Top 10: Anzahl der Platzierungen unter den ersten zehn (einschließlich Podium)
- Punkteränge: Anzahl der Platzierungen innerhalb der Punkteränge (einschließlich Podium und Top 10)
- Starts: Anzahl gelaufener Rennen in der jeweiligen Disziplin
- Staffel: inklusive Mixed- und Single-Mixed-Staffeln

| Platzierung | Einzel | Sprint | Verfolgung | Massenstart | Staffel | Gesamt |
| ----------- | ------ | ------ | ---------- | ----------- | ------- | ------ |
| 1. Platz    |        |        |            |             |         |        |
| 2. Platz    |        |        |            |             |         |        |
| 3. Platz    |        |        |            |             |         |        |
| Top 10      |        |        |            |             |         |        |
| Punkteränge |        |        |            |             | 4       | 4      |
| Starts      | 2      | 1      |            |             | 4       | 7      |

### Biathlon-Weltmeisterschaften
Ergebnisse bei Weltmeisterschaften:
| Weltmeisterschaft | Weltmeisterschaft | Einzelwettbewerbe | Einzelwettbewerbe | Einzelwettbewerbe | Einzelwettbewerbe | Staffelwettbewerbe | Staffelwettbewerbe | Staffelwettbewerbe |
| Jahr              | Ort               | Einzel            | Sprint            | Verfolgung        | Massenstart       | Herrenstaffel      | Mixedstaffel       | S.-M.-Staffel      |
| ----------------- | ----------------- | ----------------- | ----------------- | ----------------- | ----------------- | ------------------ | ------------------ | ------------------ |
| 2020              | Antholz           | –                 | –                 | –                 | –                 | 19.                | –                  | –                  |

### Jugend-/Juniorenweltmeisterschaften
Dielen nahm bis 2019 an den Jugend-, ab 2020 an den Juniorenwettkämpfen teil.
| Weltmeisterschaften | Weltmeisterschaften | Einzelwettbewerbe | Einzelwettbewerbe | Einzelwettbewerbe | Herrenstaffel |
| Jahr                | Ort                 | Einzel            | Sprint            | Verfolgung        | Herrenstaffel |
| ------------------- | ------------------- | ----------------- | ----------------- | ----------------- | ------------- |
| 2017                | Osrblie             | 29.               | 68.               | –                 | 23.           |
| 2018                | Otepää              | 72.               | 72.               | –                 | 20.           |
| 2019                | Osrblie             | 92.               | 53.               | 56.               | 21.           |
| 2020                | Lenzerheide         | 80.               | 56.               | 57.               | 21.           |
| 2021                | Obertilliach        | 50.               | 52.               | 51.               | 23.           |
| 2022                | Soldier Hollow      | 49.               | 61.               | –                 | 13.           |